# 内山登紀夫
内山 登紀夫（うちやま ときお、1956年 - ）は、日本の児童精神科医。福島学院大学副学長、日本自閉症協会副会長。2000年に発達障害の当事者および家族を支援する「よこはま発達クリニック」を開設し、院長を務めている。

## 略歴
1956年、三重県尾鷲市に生まれる。京都府の洛星中学校・高等学校を経て、1983年に順天堂大学医学部を卒業。
研修医を経て、1987年より児童精神科の専門病院であった東京都立梅ヶ丘病院に勤務。在職中にノースカロライナ大学医学部で研修を行う（1994年9月～12月）。
田中徳兵衛冠名奨学金を受け、1997年8月より1年間、イギリスの自閉症協会（National Autistic Society）付属の「The Centre for Social Communication Disorders（現・The Lorna Wing Centre for Autism）」に留学。現地では、ローナ・ウィング（Lorna Wing）およびジュディス・グールド（Judith Gould）に師事する。
帰国し、2000年に「よこはま発達クリニック」を開設。2006年には順天堂大学医学部にて博士号（医学）を取得。
大妻女子大学、福島大学、大正大学を経て、2025年現在は、「よこはま発達クリニック」院長、福島学院大学副学長および福祉学部福祉心理学科教授、「福島子どもと親のメンタルヘルス情報・支援センター FCMIC（フクミック）」と「親と子のサポートセンターふくしま」のセンター長を務めている。

## 受賞
- 2008年（平成20年）
  - 監修・分担執筆を務めた『発達と障害を考える本』（1巻から4巻、ミネルヴァ書房）が、第10回学校図書館出版賞大賞を受賞[11][12][13][14][15]。
- 2015年（平成27年）
  - 「対応困難発達障がい者と震災後の子どものメンタルヘルスに関する研究」が評価され、福島大学学長表彰を受賞[16]。
- 2017年（平成29年）
  - 日本学術振興会「平成29年度科研費審査委員表彰」を受賞[17]。

## 経歴
- 1977年4月 - 1983年3月 - 順天堂大学　医学部　在学[18]
- 1983年4月 - 1985年3月 - 順天堂大学 医学部 精神医学講座 専攻生[19]
- 1984年9月 - 1985年8月 - 猿島厚生病院 精神科 研修医
- 1985年9月 - 1986年2月 - 順天堂大学 神経内科 研修医
- 1986年3月 - 1986年8月 - 江東病院 内科 研修医
- 1986年9月 - 1987年3月 - 順天堂越谷精神医学研究所付属病院 精神科 常勤医師
- 1987年4月 - 1991年11月 - 東京都立梅ヶ丘病院 精神科 常勤医師
- 1988年4月 - 1989年3月 - 東京都立練馬高等保育学園 大学等非常勤研究員
- 1989年4月 - 1996年3月 - 東京都精神医学研究所 社会精神医学研究室 兼務研究員
- 1991年4月 - 1994年3月 - 東京都立八王子福祉園 常勤医師
- 1994年4月 - 1997年3月 - 東京都立梅ヶ丘病院 精神科 常勤医師
- 1994年9月 - 1994年12月 - ノースカロライナ大学医学部 精神科 Division TEACCH（東京都派遣研修員）
- 1997年4月 - 1997年7月 - 仲町台発達障害診療所 常勤医師
- 1997年8月 - 1998年8月 - イギリス　The Centre for Social Communication Disorders（現 The Lorna Wing Centre for Autism, London） インターン
- 1998年9月 - 現在 - よこはま発達クリニック 院長
- 1998年9月 - 1999年3月 - 大妻女子大学 人間関係学部設置準備室・人間福祉学科 助教授・准教授
- 1999年4月 - 2005年3月 - 大妻女子大学 人間関係学部人間福祉学科 学科長
- 1999年4月 - 2005年3月 - 大妻女子大学大学院 人間関係学研究科 臨床心理学専攻 助教授・准教授
- 2005年4月 - 2009年3月 - 大妻女子大学大学院 人間関係学研究科 臨床心理学専攻 教授
- 2009年4月 - 2016年3月 - 福島大学 人間発達文化学類・人間発達文化研究科 教授
- 2013年4月 - 2022年3月 - 福島県立医大会津医療センター 特任教授
- 2014年4月 - 2022年3月 - 福島大学 子どものメンタルヘルス推進事業推進室 兼任教授
- 2016年4月 - 2022年3月 - 大正大学 心理社会学部 臨床心理学科 教授
- 2022年4月 - 現在 - 福島学院大学 福祉学部 福祉心理学科 教授
- 2023年4月 - 現在 - 福島学院大学 副学長
- 2024年3月 - 現在 - 福島子どもと親のメンタルヘルス情報・支援センター センター長[20]
- 2024年4月 - 現在 - 親と子のサポートセンターふくしま センター長

## 所属
- 日本自閉症協会　副会長[21]
- 日本精神神経学会
- 日本児童青年期精神医学会
- 日本小児精神神経学会
- 自閉症スペクトラム学会
- 日本うつ病学会

## 著書
単著
- 『本当のTEACCH―自分が自分であるために』[22]（学習研究社、2006年9月）
- 『ライブ講義　発達障害の診断と支援』（岩崎学術出版社、2013年8月）
- 『発達障害支援の実際　診療の基本から多様な困難事例への対応まで』（医学書院、2017年）
- 『公認心理師ベーシック講座　精神疾患とその治療』（講談社、2022年）

監修
- 『自閉症の人たちを支援するということ－TEACCHプログラム新世紀へ－』（朝日新聞厚生文化事業団、2001年3月）
- 『ふしぎだね!? アスペルガー症候群　高機能自閉症のおともだち -発達と障害を考える本』（ミネルヴァ書房、2006年3月）
- 『ふしぎだね!? 自閉症のおともだち -発達と障害を考える本』（ミネルヴァ書房、2006年3月）
- 『ふしぎだね!? LD　学習障害のおともだち -発達と障害を考える本』（ミネルヴァ書房、2006年5月）
- 『ふしぎだね!? ADHD　注意欠陥多動性障害のおともだち 発達と障害を考える本』（ミネルヴァ書房、2006年5月）
- 『こんなとき、どうする？　発達障害のある子への支援●中学校以降　アスペルガー症候群［高機能自閉症］、ADHDを中心に』（ミネルヴァ書房、2009年3月）
- 『こんなとき、どうする？　発達障害のある子への支援●小学校　アスペルガー症候群［高機能自閉症］、ADHDを中心に』（ミネルヴァ書房、2009年3月）
- 『はじめてみよう　きく・みる・かんじるの療育　自閉症スペクトラムを中心に』（ミネルヴァ書房、2010年4月）
- 『なにがちがうの? 自閉症の子の見え方・感じ方』（ミネルヴァ書房、2014年1月）
- 『なにがちがうの？　アスペルガー症候群の子の見え方・感じ方』（ミネルヴァ書房、2014年1月）
- 『なにがちがうの？ LD　学習障害の子の見え方・感じ方』（ミネルヴァ書房、2014年2月）
- 『なにがちがうの？ ADHD　注意欠陥多動性障害の子の見え方・感じ方』（ミネルヴァ書房、2014年2月）
- 『新しい発達と障害を考える本　第Ⅱ期』（ミネルヴァ書房、2014年2月）
- 『通常学級でできる 発達障害のある子のトラブル・行動問題への対処 -特別支援教育がわかる本』（ミネルヴァ書房、2014年9月）
- 『特別支援学級・通級でできる発達障害のある子の学校生活支援 -特別支援教育がわかる本』（ミネルヴァ書房、2014年11月）
- 『「発達障害？」と悩む保護者のための気になる子の就学準備 -特別支援教育がわかる本』（ミネルヴァ書房、2015年1月）
- 『通常学級でできる 発達障害のある子の学習支援 -特別支援教育がわかる本』（ミネルヴァ書房、2015年3月）
- 『家庭と保育園・幼稚園で知っておきたい ASD 自閉スペクトラム症』（ミネルヴァ書房、2020年8月）

医学監修
- 『きみもきっとうまくいく 子どものためのADHDワークブック 改訂版』（東京書籍、2007年7月）

共著
- 『大人の発達障害ってそういうことだったのか』（医学書院、2013年5月）宮岡等との共著
- 『大人の発達障害ってそういうことだったのか その後』（医学書院、2018年6月）

編集
- 『発達障害者支援の現状と未来図　早期発見・早期療育から就労・地域生活支援まで』（中央法規出版、2010年12月）
- 『わが子は発達障害　心に響く33編の子育て物語』（ミネルヴァ書房、2014年7月）

翻訳
- 『自閉症のコミュニケーション指導法』（岩崎学術出版社、1996年4月）
  - 著者：Linda, W., Shopler, E., Catherine , R., Mesibov, G.
- 『自閉症入門―親のためのガイドブック』（中央法規、1997年2月）
  - 著者：S.Baron‐Cohen
- 『ガイドブック アスペルガー症候群―親と専門家のために』（原題：『Asperger’s Syndrome, a guide for Parents and Proffesionals』、著者：トニー・アトウッド（Tonny Attwood））（東京書籍、1999年8月）
- 『自閉症スペクトル―親と専門家のためのガイドブック』（原題：『Autism –Preparing for Adultfood』、著者：Patricia Howlin）（ぶどう社、2000年11月）
- 『アトウッド博士の　自閉症スペクトラム障害の子どもの理解と支援―どうしてクリスはそんなことをするの?』（原題：『WHY DOES CHRIS DO THAT?』、著者：トニー・アトウッド（Tonny Attwood））（明石書店、2012年8月）

分担執筆
- 『強迫神経症の治療』（金剛出版、1990年1月）
- 『運動療法ガイド』（日本医事新報社、1990年8月）
- 『運動療法ガイド改訂第2版-正しい運動処方を求めて』（日本医事新報社、1994年2月）
- 『メンタルヘルスケース・ハンドブック』(中央法規出版、1994年5月)
- 『児童精神科の実地臨床』（金剛出版、1994年10月）
- 『自閉症のトータルケアーTEACCHプログラムの最前線』（ぶどう社、1994年10月）
- 『続大人になった自閉症児』（朝日新聞厚生文化事業団、1995年3月）
- 『自閉症治療スペクトラム-臨床家のためのガイドライン-』（金剛出版、1995年10月）
- 『強迫の精神病理と治療』（金剛出版、1997年1月）
- 『自閉症の人たちのらいふステージ』（ぶどう社、1997年6月）
- 『自閉症のひとたちへの援助システム-TEACCHを日本で生かすには』（朝日新聞厚生文化事業団、1999年8月）
- 『自閉症』（日本評論社、1999年11月）
- 『サポートの達人たち─発達障害児者へのサービス提供における新たな発想』（筒井書房、2001年7月）
- 『自閉症の人のライフサポート―TEACCHプログラムに学ぶ』（福村出版、2001年7月）
- 『自閉症のTEACCH実践』（岩崎学術出版社、2002年2月）
- 『高機能自閉症・アスペルガー症候群入門―正しい理解と対応のために』（中央法規出版、2002年3月）
- 『臨床家が知っておきたい「子どもの精神科」―こころの問題と精神症状の理解のために』（医学書院、2002年5月）
- 『自閉症児の教育と支援』（東洋館出版社、2003年2月）
- 『注意欠陥/多動性障害-AD/HD-の診断・治療ガイドライン』（じほう、2003年8月）
- 『知りたいことがなんでもわかる子どものこころのケア―SOSを見逃さないために』（永井書店、2004年9月）
- 『自閉症スペクトラム児・者の理解と支援-医療・教育・福祉・心理・アセスメントの基礎知識』（教育出版、2005年10月）
- 『改訂版:注意欠陥/多動性障害の診断・治療ガイドライン』（じほう、2006年10月）
- 『Health effects of the Fukushima nuclear disaster』（Elsevier、2022年）

パンフレット
- 『アスペルガー症候群を知っていますか』（社団法人東京都自閉症協会、2003年7月）

ガイドブック
- 『自閉症ガイドブックシリーズ１　乳幼児編』（日本自閉症協会、2001年12月）
- 『自閉症ガイドブック―シリーズ3 思春期編』（社団法人日本自閉症協会、2004年5月）
- 『自閉症ガイドブック 別冊 海外の自閉症支援』（社団法人日本自閉症協会、2005年3月）
- 『医師のための発達障害児・者診断治療ガイド―最新の知見と支援の実際』（診断と治療社、2006年7月）
- 『不登校対応ガイドブック』（中山書店、2007年3月）

用語集
- 『日本LD学会LD・ADHD等関連用語集 第1版』（日本文化科学社、2004年9月）
- 『日本LD学会LD・ADHD等関連用語集 第2版』（日本文化科学社、2006年9月）

DVD
- 『自閉症とともに　自閉症の理解と支援』全3巻[23]

## メディア出演
テレビ番組
- NHKクローズアップ現代＋「長引くひきこもりの陰で〜見過ごされる中高年の発達障害〜」（2019年10月30日）[24]
- あさイチ

記事
- 「私を変えた，患者さんの「あのひと言」」
  - 医学界新聞（2014年10月27日）[25]
- 「発達障がい児をどう支える　福島学院大学教授、児童精神科医 内山登紀夫氏に聞く」
  - 公明新聞（2023年1月19日）[26]
- 「ゲームで日常を、仮設住宅は端部屋に…被災した発達障害児への配慮は」
  - 朝日新聞（2024年1月15日）
- 「被災地で続く「心の健康」調査＝震災直後誕生の子や親ら―専門家「支援の継続重要」・東日本大震災14年」
  - 時事通信社（2025年3月10日）
- 「東日本大震災14年　発達・知的障害者は「災害弱者」避難先で孤立防ぐ支援を」
  - 東京新聞（2025年3月11日）